# Pavellons del Centre d'Alt Rendiment Esportiu
Els Pavellons del Centre d'Alt Rendiment Esportiu és una obra de les darreres tendències, de l'Escola de Barcelona, situada a Sant Cugat del Vallès (Vallès Occidental) i inclosa a l'Inventari del Patrimoni Arquitectònic de Catalunya.

## Descripció
Els pavellons del centre esportiu d'alt rendiment de Sant Cugat del Vallès es distribueixen en dos edificis cúbics de diferents alçades i amb una configuració anàloga. Els dos cossos dialoguen en la seva implantació i forma i presenten una disposició clàssica en la seva fisonomia. S'estructuren a mode de columna clàssica; amb base, fust i capitell. El basament, on es troben els accessos, és de pedra i la cornisa esdevé alhora una petita marquesina. El cos és de maó vermell vist marcant unes franges horitzontals i sense cap obertura. La part superior, que es podria assimilar amb un capitell, se soluciona amb una construcció metàl·lica.

## Història
L'octubre de 1987 va inaugurar-se el centre d'alt rendiment amb motiu de la designació de Barcelona com a seu dels Jocs Olímpics de 1992. Com que es volia donar una imatge de Catalunya com a capdavantera en matèria esportiva, la Generalitat, juntament amb la Direcció General de l'Esport, van començar el projecte. Es va triar emplaçar-lo a Sant Cugat per la seva proximitat amb Barcelona i per la possibilitat de reutilitzar les instal·lacions per al Centre Mutual de Rehabilitació d'Accidents de Treball.